# Andrés Orozco
Andrés Felipe Orozco Vásquez (Medellín, 18 marzo 1979) è un ex calciatore colombiano, di ruolo difensore.

## Palmarès

### Club
- Campionato colombiano: 1

Independiente Medellín: 2002-II

### Nazionale
- Campeonato Sudamericano de Football: 2

Colombia 2001